# Condado de Pińczów
Condado de Pińczów (em polonês: powiat pińczowski) é um powiat (condado) da Polônia, na voivodia de Santa Cruz. A sede do condado é a cidade de Pińczów. Estende-se por uma área de 611,03 km², com 42 127 habitantes, segundo o censo de 2006, com uma densidade de 68,94 hab/km².

## Divisões admistrativas
O condado possui:
Comunas urbana-rurais: Działoszyce, Pińczów
Comunas rurais: Kije, Michałów, Złota
Cidades: Działoszyce, Pińczów

## Demografia
População (dados de 30 de Junho de 2006):
|          | Total   | Total | Mulheres | Mulheres | Homens  | Homens |
| -------- | ------- | ----- | -------- | -------- | ------- | ------ |
|          | pessoas | %     | pessoas  | %        | pessoas | %      |
| Total    | 42 127  | 100   | 21 331   | 50,6     | 20 796  | 49,4   |
| Cidades  | 12 954  | 100   | 6 659    | 51,4     | 6 295   | 48,6   |
| Povoados | 29 173  | 100   | 14 672   | 50,3     | 14 501  | 49,7   |